# 伯纳德·迪尔森
伯纳德·迪尔森（德語：Bernd Dierßen，1959年8月28日—）是一名已退役的德国足球运动员。 他曾代表汉诺威96和沙尔克04在德甲联赛中出场140次，代表漢諾威艾美利亞、汉诺威96、沙尔克04在德乙联赛中出场247次。